# Bostwick (Georgie)
Bostwick je město v Morgan County, v Georgii, ve Spojených státech amerických. V roce 2011 žilo ve městě 366 obyvatel.

## Demografie
Podle sčítání lidí v roce 2000 žilo ve městě 322 obyvatel, 125 domácností a 88 rodin. V roce 2011 žilo ve městě 184 mužů (50,4%), a 182 žen (49,6%). Průměrný věk obyvatele je 44 let.